# 天載
天載（てんさい）は南宋に鍾相が国号を楚と自立し建てた私年号。1130年 - 1133年

## 西暦との対照表
| 天載 | 元年   | 2年    | 3年    | 4年    |
| 西暦 | 1130年 | 1131年 | 1132年 | 1133年 |
| 干支 | 庚戌   | 辛亥   | 壬子   | 癸丑   |